# マメヅタ属
マメヅタ属 Lemmaphyllum C. Presl はウラボシ科のシダ植物の1群。丸っこい単葉の栄養葉とやや長い胞子葉を着ける着生植物である。

## 特徴
匍匐茎を長く這わせる着生植物。根茎の鱗片は格子状で盾状につく。栄養葉と胞子葉の2形はある程度以上見られる。葉柄と根茎の間に関節がある。葉身は単葉で円形から披針形をしており、革質である。葉脈は網状で遊離小脈がある。胞子嚢群は円形から線形をしており、あるいは裏面全体につく。また胞子嚢群が若い時期には格子状の鱗片に覆われている。前葉体は心臓型か、あるいは不定形。

## 種と分布
アジアに5種があり、日本には以下の2種が知られる。
- Lemmaphyllum マメヅタ属
  - L. microphyllum マメヅタ
  - L. pyriforme オニマメヅタ

## 分類など
本属はウラボシ科の中でオキナワウラボシ亜科 Microsoroideae に含まれ、その中でヤノネシダ属 Lepidomicrosorium やクリハラン属 Neolepisorus に近縁とされている。それらとは栄養葉と胞子葉の2形が見られることなどで判別される。形態的にはノキシノブ属 Lepisorus がとてもよく似ており、その違いを定義するのが難しい面があるとされてきた。
オニマメヅタ属 Lepidogrammitis を分ける説もある。